# 문익 (고려)
문익(文翼)은 고려의 관료이다. 본관은 남평(南平)이다. 벼슬이 산기상시(散騎常侍)에 이르렀다.

## 생애
1095년(고려 헌종 원년) 2월 송(宋)의 상인 31인과 자은종(慈恩宗) 승려 혜진(惠珍)이 고려에 왔을 때 왕의 근신(近臣)으로서 수레와 일산(日傘)를 갖추어 혜진을 맞이하고 보제사(普濟寺)에 거처하도록 하였다.
1098년(고려 숙종 3년) 3월 14일 좌찬선대부(左贊善大夫)에 임명되었고, 12월 26일 급사중(給事中)이 되었다.
1099년(숙종 4년) 10월 13일 고주사(告奏使) 겸 밀진사(密進使)로서 요(遼)에 가서 원자(元子)에게 책명(冊命)을 내려주기를 청하였다.
1102년(숙종 7년) 6월 20일 직문하성(直門下省)으로서 서북면병마사(西北面兵馬使)에 임명되었다.
1103년(숙종 8년) 우산기상시(右散騎常侍)가 되었다. 벼슬이 산기상시(散騎常侍)에 이르렀다.

## 가족
남평 문씨(南平 文氏)의 중시조이다. 문익의 아버지 문탁은 신호위 대장군(神虎衛 大將軍) 행 초맹 중랑장(抄猛 中郎將)을 역임하였다. 
- 부인 : 류씨(柳氏)
  - 아들 : 문공인(文公仁)
  - 며느리 : 해주 최씨(海州崔氏) 최사추(崔思諏)의 딸
  - 아들 : 문공원(文公元)
  - 며느리 : 인천 이씨 - 이자연(李子淵)의 아들이자 이자겸(李資謙)의 숙부인 이의(李顗)의 딸
  - 아들 : 문공유(文公裕)
  - 며느리 : 단주 한씨 (湍州韓氏) 한안인(韓安仁)의 딸
    - 손자 : 문극겸(文克謙)
    - 손자 : 문극순(文克純)
    - 손자 : 문극이(文克易)